# Armodoris anudeorum
Armodoris anudeorum is een slakkensoort uit de familie van de Akiodorididae. De wetenschappelijke naam van de soort is voor het eerst geldig gepubliceerd in 2011 door Valdés, Moran & Woods.